# Kotlina Zachodniopanońska
Kotlina Zachodniopanońska (551) — region fizycznogeograficzny wyróżniany w dziesiętnej regionalizacji fizycznogeograficznej, stanowiący zachodnią część Kotliny Panońskiej, leżący na pograniczu Węgier, Austrii, Moraw i Słowacji. 
Kotlina Zachodniopanońska stanowi ciągnący się wzdłuż środkowego Dunaju łańcuch obniżeń o założeniach tektonicznych, wypełnionych osadami rzek - przede wszyetkim Dunaju, ale również Morawy, Raby, Wagu i wielu pomniejszych. Ma nieregularny kształt – część zachodnia leży między Karpatami a Alpami w miejscu ich największego zbliżenia, część wschodnia leży między wschodnim krańcem Alp, zachodnim krańcem Karpat a Średniogórzem Zadunajskim. 
Ze względu na wpływ mas powietrza oceanicznego znad Atlantyku klimat Kotliny Zachodniopanońskiej ma niski stopień kontynentalizmu. 
Kotlinę Zachodniopanońską dzieli się na: 
- 551.* Kotlinę Tullneńską
- 551.1 Kotlinę Wiedeńską (niem. Wiener Becken, cz. Vídenská kotlina, słow. Viedenská kotlina, węg. Bécsi-medence)
- 551.2 Wschodnie Przedgórze Alp (węg. Alpokalja)
- 551.3 Małą Nizinę Węgierską (węg. Kisalföld, słow. Malá dunajská kotlina, niem. Kleine Ungarische Tiefebene)